# جامع بورقيبة

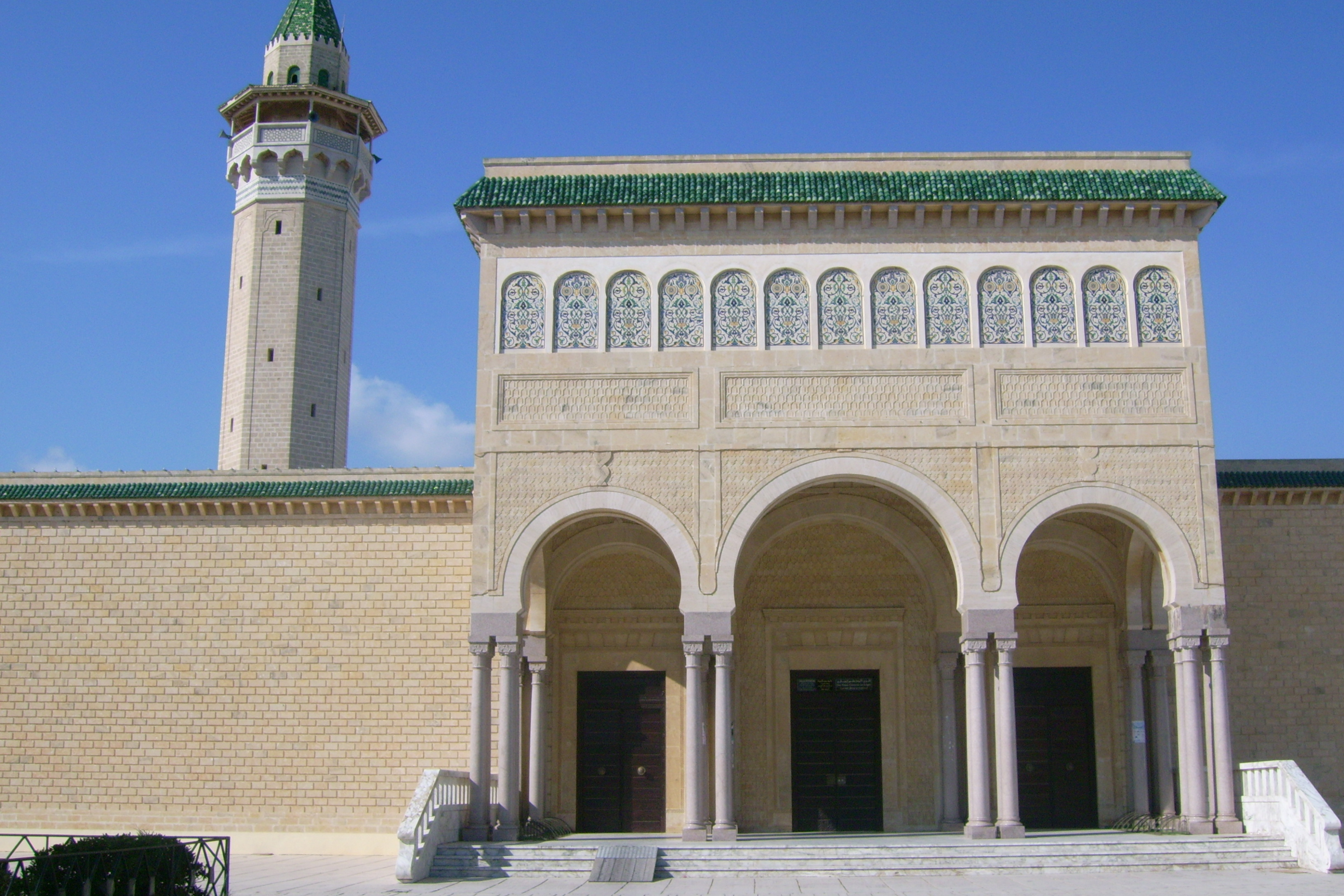
صورة للباب الرئيسي للجامع

جامع بورقيبة، هو جامع تونسي يقع بولاية المنستير (نهج الاستقلال) لرئيس الأول للجمهورية التونسية الحبيب بورقيبة.
تم بناءه سنة 1963 و قام بنائه و وتشييده المقاول عمر بوزغندة وفقا للهندسة العتيقة المستوحات من جامع حمودة باشا بتونس العاصمة.
و ترتفع طاقة استيعاب قاعة الصلاة في هذا الجامع إلى 1000 متعبد.

## معرض صور

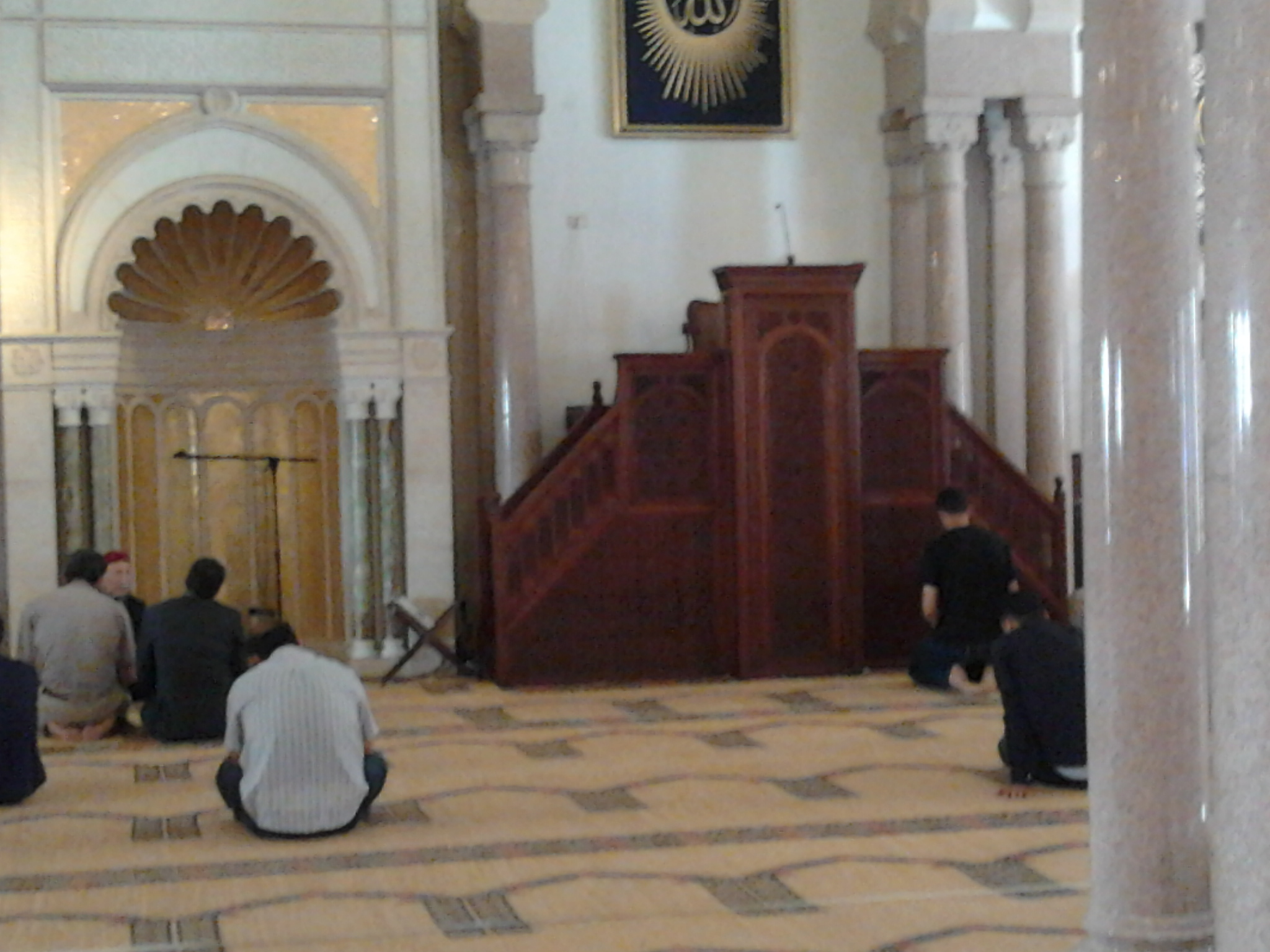
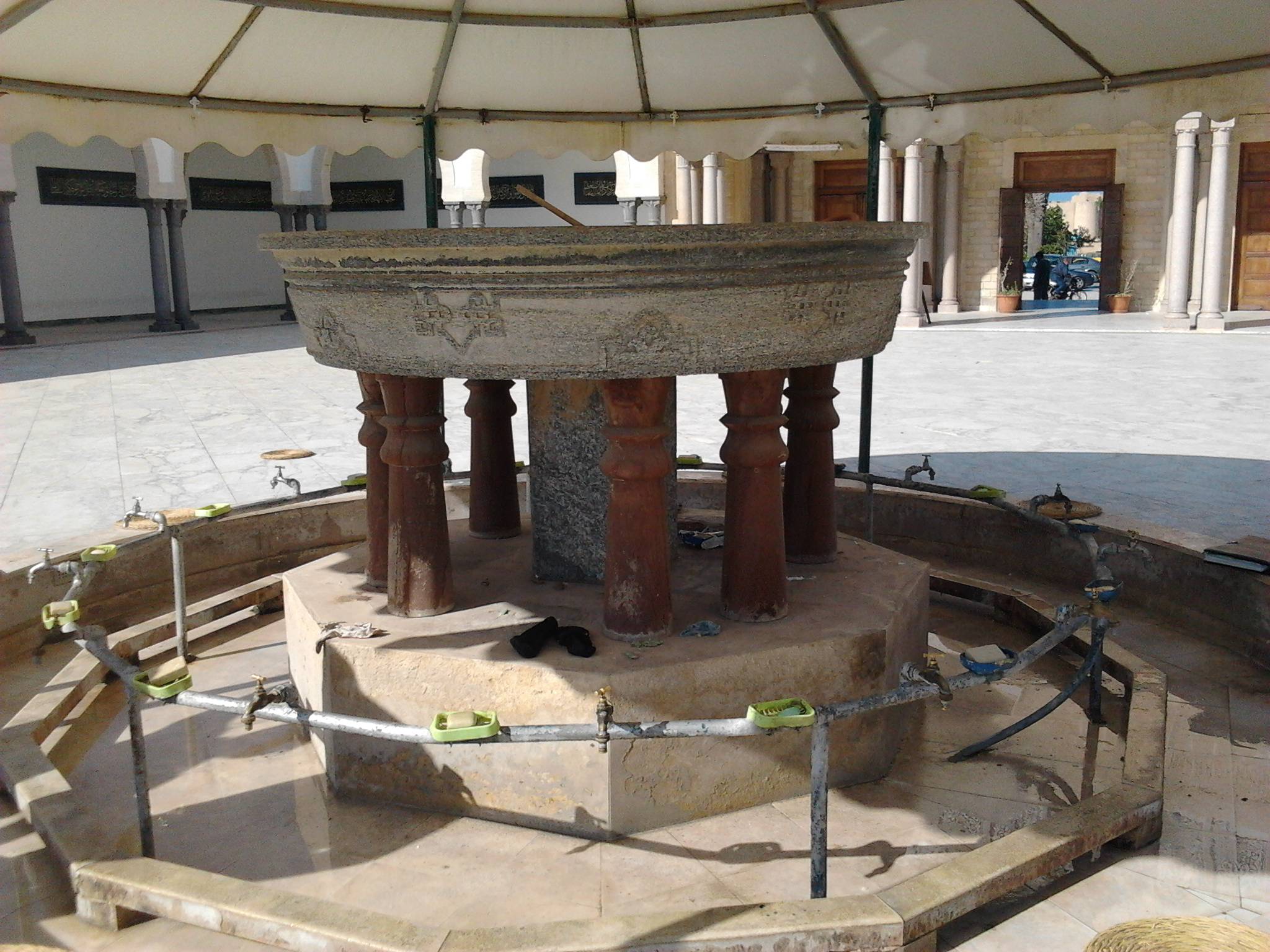
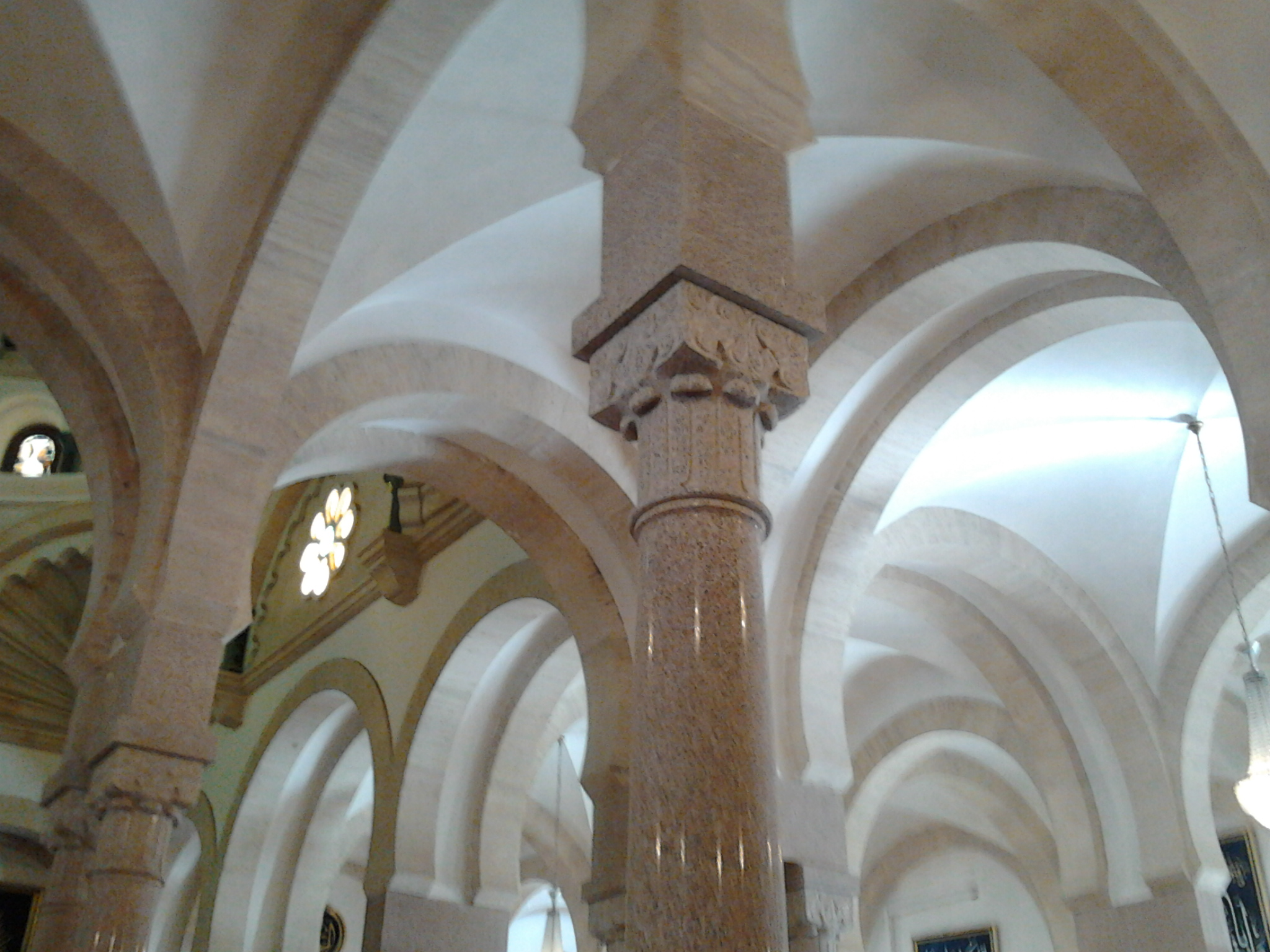
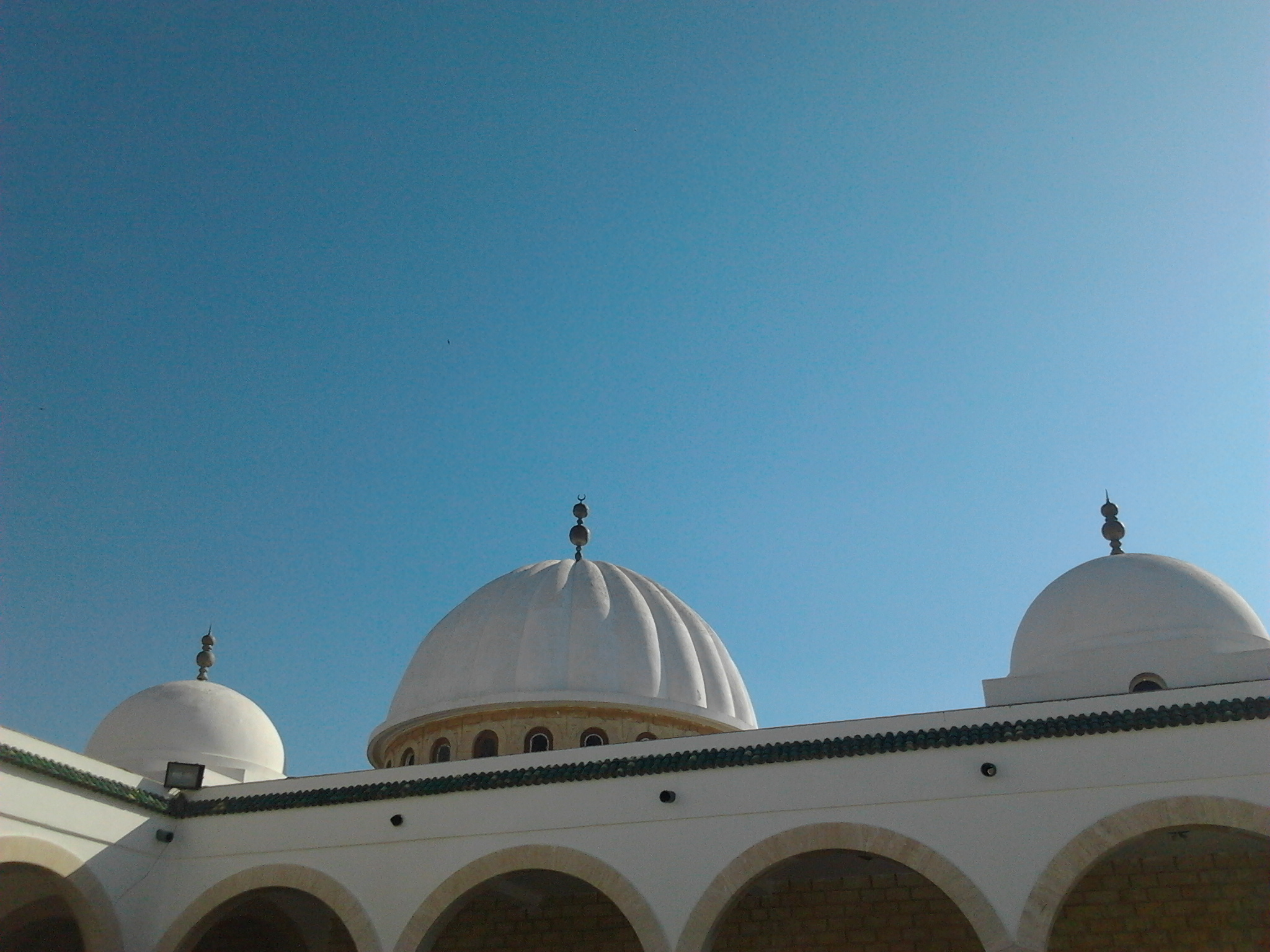
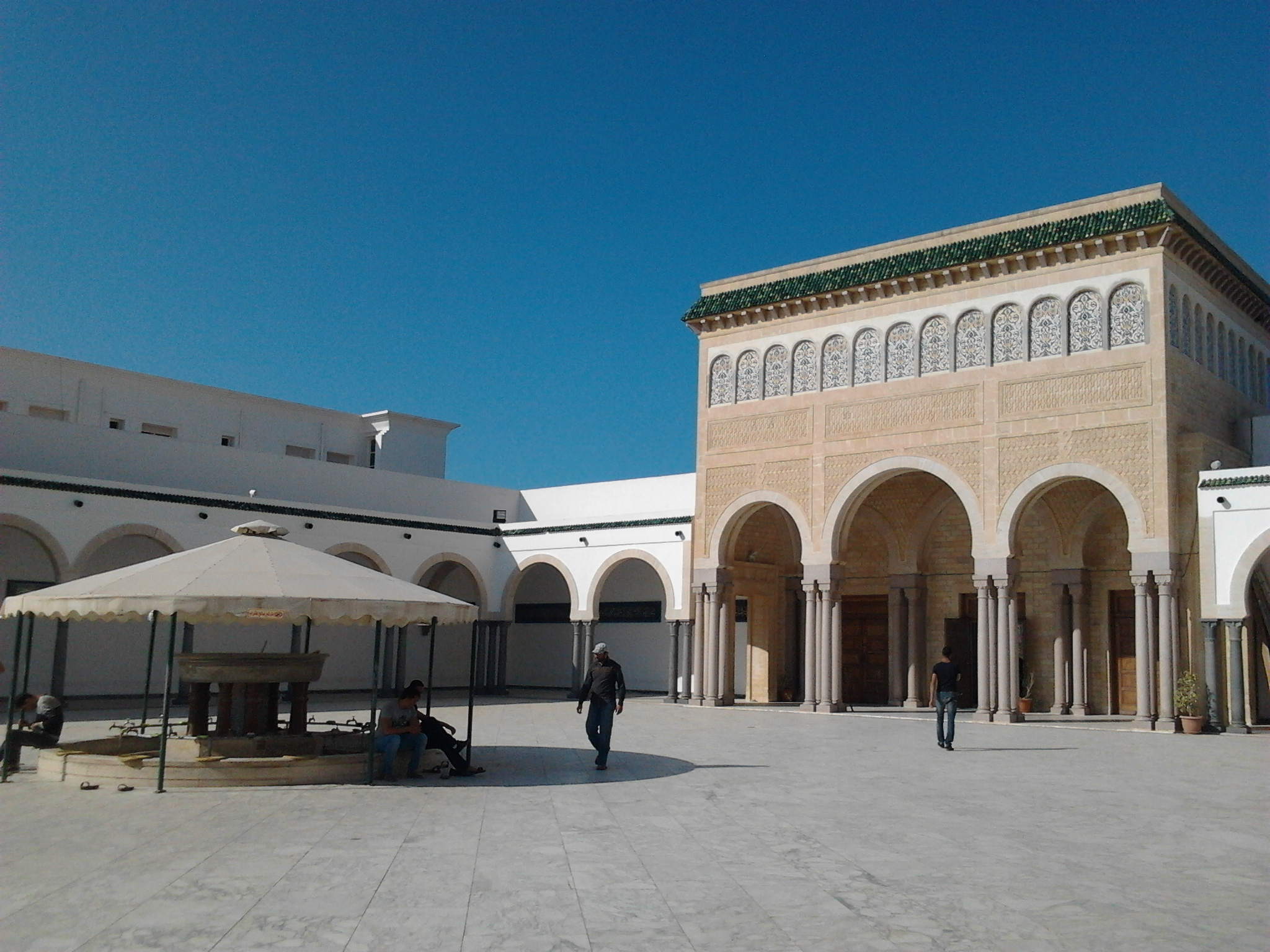
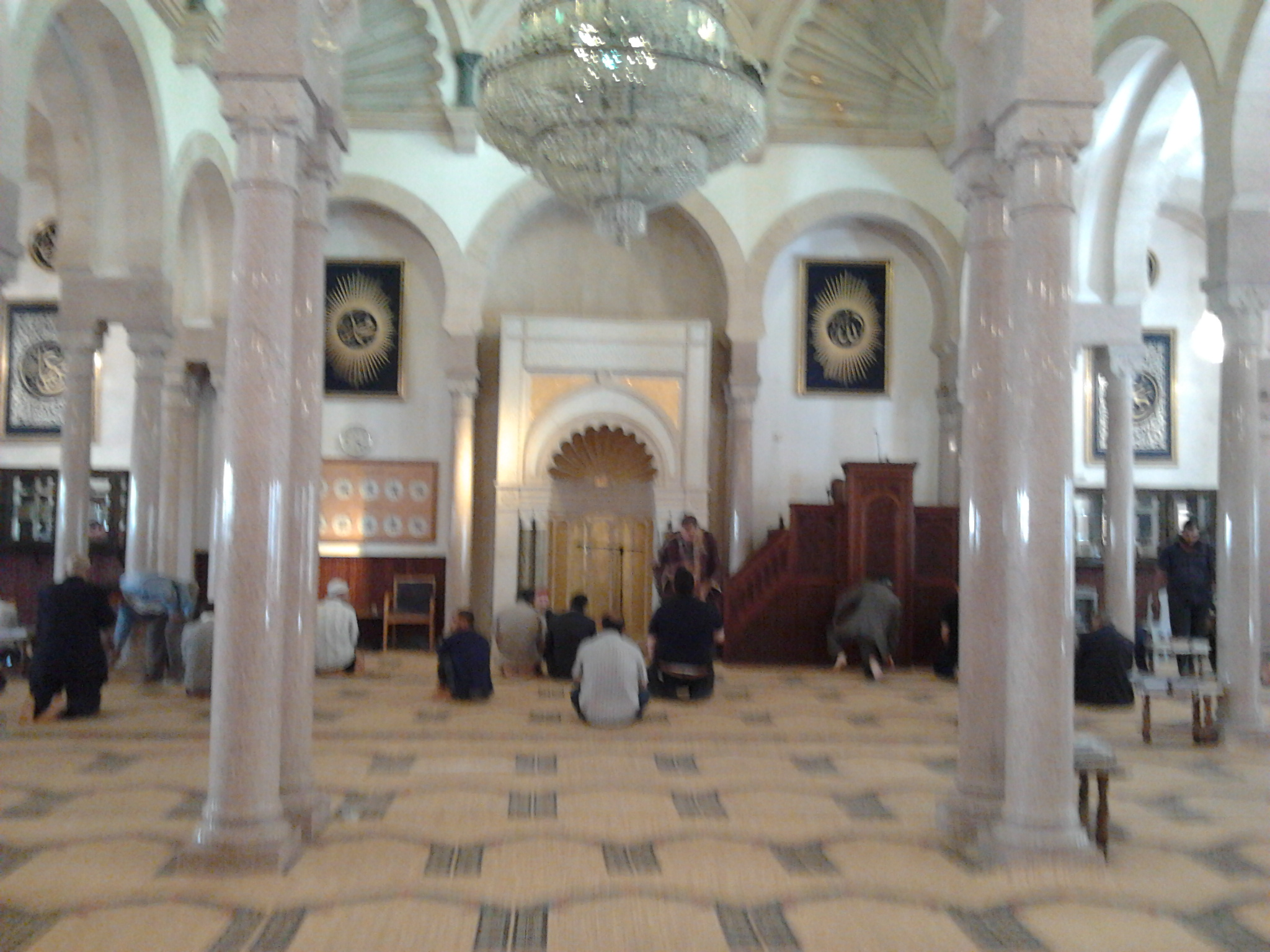

## مقالات ذات صلة
- قائمة مساجد تونس

1. ↑  مذكور في: جيونيمز. الوصول: 6 أبريل 2015. لغة العمل أو لغة الاسم: الإنجليزية. تاريخ النشر: 2005.